# 主教坑隕石
主教坑隕石是於1969年在月球發現的隕石。它是在地球之外的太陽系中發現的第一顆隕石，被隕石學會分類為碳質球粒隕石。